# Phe (Buchstabe)
Phe (Sindhi: ڦي phē; ڦ) ist der 36. Buchstabe des erweiterten arabischen Alphabets des Sindhi. Phe besteht aus einem Fa (ف) mit drei zusätzlichen übergesetzten Punkten.
In der arabischen Schrift des Sindhi steht Phe für den aspirierten stimmlosen bilabialen Plosiv [pʰ]. Das Äquivalent zum Phe ist im Devanagari des Sindhi das Zeichen फ, in lateinischen Umschriften wird Phe meist mit ph wiedergegeben.
Das Zeichen ist im Unicodeblock Arabisch als Peheh am Codepunkt U+06A6 und im Unicodeblock Arabische Präsentationsformen-A an den Codepunkten U+FB6E bis U+FB71 kodiert. In einer historischen Variante hatte das Phe lediglich drei diakritische Punkte (mit zwei nebeneinander stehenden Punkten über dem das Fa).
| Unicode-Codepoint | Unicode-Name                      | Zeichen |
| ----------------- | --------------------------------- | ------- |
| U+06A6            | ARABIC LETTER PEHEH               | ڦ       |
| U+FB6E            | ARABIC LETTER PEHEH ISOLATED FORM | ﭮ       |
| U+FB6F            | ARABIC LETTER PEHEH FINAL FORM    | ﭯ       |
| U+FB70            | ARABIC LETTER PEHEH INITIAL FORM  | ﭰ       |
| U+FB71            | ARABIC LETTER PEHEH MEDIAL FORM   | ﭱ       |